# 双壳纲
双壳纲，又名斧足綱（Pelecypoda）或瓣鰓綱（Lamellibranchiata），俗稱兩扇貝，是软体动物门的一个纲，生于海洋及淡水地区因有两片对称开合的拱形外骨骼（贝壳）而得名。
现存的雙殼綱有9200多种，體型大小差異極大，其中最大的硨磲可达135（53英寸）。双壳纲动物的头部已经退化，足部呈斧状，体躯两侧各有1对瓣状的鳃。壳侧生，开的过程是被动的，其关闭则需要相关肌肉（闭壳肌）的收缩完成。纤毛抖动在腮部扬起漩涡，使得水及其中的颗粒进入鰓部。口通过一条粘膜道以及触须吸取营养颗粒，
许多双壳类动物（如珍珠贝等）品种是水产业重要的养殖和捕捞对象，可以提供具有经济价值的肉类副食品（海鲜）和装饰物（如珍珠）。许多早期人类文明还曾使用贝壳作为货币。

## 命名問題
「雙殼綱」這個名稱由林奈命名，一直用到現在。其間有其他貝類學家建議過其他名稱，當中以斧足类（ Goldfuss, 1820）及瓣鳃类（ de Blainville, 1824）這兩大陣營最為常見。部份1960年代出版的文獻仍然使用這兩個名稱。然而由於兩邊陣營支持者相當，爭持多年仍然沒有結果，相反「雙殼綱」這名稱簡單易明，使這個相對較為「中立」的名稱變得更為可取。所以從Cox開始，貝類學家慢慢都轉回使用這個舊稱。

## 分類
在2010年5月，一個有關雙殼綱的新分類在期刊《Malacologia》發表。在這篇論文中，作者使用了多種系统发生学的資訊，例如：分子分析學，解剖分析學，外殼形態學及外殼微構造等方法，去把本綱的物種重新分類。根據這個新的分類，雙殼綱的物種可以分成324個有效的科，當中有214個科只有化石樣本，110個科的物種延續至現在。
另外根據Bieler et al. (2014)的研究綜合了分子生物學及傳統的形態學分類，確認雙殼綱物種可分成兩大支序：原鰓類（Protobranchia）及Autobranchia，而後者又可再分為
翼形類（Pteriomorphia）及異殼類（Heteroconchia）。異殼類然後又再可分成古异齿亚纲（Palaeoheterodonta）及异齿亚纲（Heterodonta）；而異齒亞綱又可再分為始异齿下纲（Archiheterodonta）及真异齿下纲（Euheterodonta）兩個支序。為免這些假設的分支把林奈分類愈分愈細微，原鰓類到異殼類的這兩級分支繼續維持作支序來看待
。
以下分類總覽雙殼綱物種的目級以上總屬群組名稱（Suprageneric Group Name），各分元的詳細組成請參閱各自的條目：
- 异齿亚纲（Heterodonta）
  - 始异齿下纲（Archiheterodonta）
    - 心蛤目（Carditoida）：四個科

  - 真异齿下纲（Euheterodonta）
    - Unassigned Euheterodonta：四個科
    - 异韧带目（Anomalodesmata）：16個科
    - 海螂目（Myoida）：四個科
    - 滿月蛤目（Lucinoida）：兩個科
    - 簾蛤目（Veneroida）：30個科，包括文蛤(蛤蜊)
- 古异齿亚纲（Palaeoheterodonta）
  - 三角蛤目 (Trigonioida)︓16個科，但當中有15個只有化石種。
  - 蚌目 (Unionoida) ：15個科，但有八個只有化石種。
- 原鰓亞綱（Protobranchia）
  - Order Nuclanoida：八個科
  - 湾锦蛤目（Nuculida）：三個科，但有一個只有化石種。
  - 蛏螂目（Solemyoida）：兩個科
- 真原鰓亞綱 Euprotobranchia
  - Order Fordillida：有兩個只有化石物種的科
  - Order Tuarangiida：有一個只有化石物種的科
- 翼形亚纲 (Pteriomorphia)
  - 蚶目（Arcoida）：七個科
  - 真翼形下纲（Eupteriomorphia）[11]
    - 牡蠣目（Ostreoida）：兩個科
    - 海扇蛤目（Pectinoida）：八個科
    - 鶯蛤目（Pterioida）：四個科